# Alloiodoris
Alloiodoris Bergh, 1904 è un genere di molluschi nudibranchi della famiglia Discodorididae.

## Tassonomia
Comprende le seguenti specie:
- Alloiodoris inhacae O'Donoghue, 1929
- Alloiodoris lanuginata (Abraham, 1877)
- Alloiodoris marmorata Bergh, 1904 - specie tipo